# Pedres Blanques (el Brull)
les Pedres Blanques és una muntanya de 1.271 metres que es troba entre els municipis d'El Brull, a la comarca d'Osona i de Tagamanent, a la comarca del Vallès Oriental.